# Bu'aale
Bu'aale (ook: Buale, Bu'ale) is een stadje in Zuid-Somalië, hoofdstad van de regio Midden-Juba en tevens hoofdplaats van het District Bu'aale. Bu'aale telt naar schatting 13.588 inwoners (2005) en ligt aan de rivier de Juba.
Bu'aale is gesticht in de jaren 1970 als administratief centrum van het landbouw'kamp' Dujuma dat werd gebruikt als opvangkamp voor slachtoffers van een catastrofale droogte. Een paar jaar later werden deze mensen definitief overgebracht naar Mareerrey bij Jilib, ca. 100 km verder stroomafwaarts langs de Juba rivier. Door deze ontstaansgeschiedenis worden de plaatsnamen Bu'aale en Dujuma op landkaarten nog weleens verwisseld.
Klimaat: Bu'aale heeft een tropisch savanneklimaat met een gemiddelde jaartemperatuur van 27,9°C. De warmste maand is maart met een gemiddelde temperatuur van 30°C; juli is het koelste, gemiddeld 25,8°C. De jaarlijkse neerslag bedraagt 536 mm (ter vergelijking, in Nederland ca. 800 mm). Er zijn twee duidelijke regenseizoenen, in april-mei en oktober-november. Ook daartussen valt nog enige neerslag, maar in januari-februari is het zeer droog. De natste maand is april, er valt dan zo'n 124 mm.